# Candidatura de Madrid als Jocs Olímpics de 2016
La candidatura olímpica de Madrid 2016 va ser l'intent per part de la ciutat de Madrid (Espanya) per ser escollida pel Comitè Olímpic Internacional (COI) com a ciutat amfitriona dels Jocs Olímpics de 2016. Madrid és una de les grans ciutats europees que mai han albergat uns Jocs, i aquesta candidatura es va convertir en la tercera vegada que Madrid es postulava com a candidata a organitzar una olimpíada. L'alcalde de Madrid en aquell moment, Alberto Ruiz-Gallardón, va situar els Jocs Olímpics per a la capital espanyola en el primer lloc en importància durant les seves dues legislatures des de 2003. Madrid 2016 comptava amb un alt recolzament en Madrid i amb la segona millor valoració tècnica del COI, només avantatjada per Tòquio, però, malgrat això, no figurava entre les favorites per celebrar-se a Londres els Jocs Olímpics de 2012, donada la rotació de continents entre cada olimpíada que es porta complint des de 1956. Finalment va ser derrotada per la candidatura de Rio de Janeiro en la ronda final de votacions per 66-32, quedant per davant de les altres dues ciutats contendents, Tòquio i Chicago.
Les dates proposades per a la celebració dels Jocs Olímpics i Paralímpics de Madrid 2016 van ser: des del divendres, 5 d'agost al diumenge, 21 d'agost pels Jocs Olímpics i des del divendres, 9 de setembre al dimarts, 20 de setembre pels Jocs Paralímpics.

## Vila Olímpica i altres zones
Els Jocs a Madrid s'haurien dut a terme en un complex bastant compacte amb dues zones clarament definides: la Zona Nucli, el “Cor dels Jocs”, entorn de l'Estadi de la Peineta, que seria remodelat, i la Zona Riu, els “Pulmons dels Jocs”, en la ribera del riu Manzanares. A la Zona Nucli s'haurien trobat tretze seus de competició (també en IFEMA), la Vila Olímpica i el Centre Internacional de Radi i Televisió/Centre Principal de Premsa (CIRTV/CPP). Dins de la ciutat i en les seves rodalies s'haurien situat també altres instal·lacions i hi haurien hagut sis subseus repartides per la geografia espanyola en la qual s'haurien disputat la competició de vela i partits de futbol. Aquestes subseus haurien estat València, Mèrida, Còrdova, Barcelona, Palma i Màlaga. A l'àrea metropolitana de Madrid hi haurien hagut instal·lacions en Coslada, Getafe i Paracuellos del Jarama, i instal·lacions secundàries (possible entrenament d'esportistes) disponibles en altres municipis.
La Vila Olímpica prevista tenia una extensió de 46 ha i 16 ha més amb els terrenys dels parcs i el llac. A tan sols mig quilòmetre de les instal·lacions, en ella s'haurien pogut allotjar gairebé 18 000 atletes. Després dels Jocs Olímpics s'haurien utilitzat els habitatges en un 15% per a atletes, i el tant per cent restant per a habitatges socials en lloguer. Altres zones haurien estat dos hotels, una residència per a majors i espai per al teixit empresarial. La Caixa Màgica, estrenada en 2009, era una de les estrelles arquitectòniques, amb el seu sostre mòbil i la seva alta capacitat. El Palau dels Esports de la Comunitat de Madrid, molt versàtil i utilitzat després de la seva remodelació després de l'incendi de 2001, hagués albergat competicions de judo i taekwondo, podent-se usar finalment per a altres esports. El Centre Aquàtic, començat en 2004, estaria cobert per 1088 mòduls fotovoltaics i segueix les directrius de l'arquitectura bioclimàtica. L'Estadi de la Peineta s'hagués convertit en l'Estadi Olímpic de Madrid, una vegada remodelat pels seus arquitectes originals, cosa que se succeirà doncs serà la nova seu del club de futbol Atlètic de Madrid, fet que es produirà al marge dels Jocs. Presentarà una coberta subjecta per cables.

## Bases i xifres
La candidatura presentava, com els seus rivals, punts forts i punts per millorar, i alguns plantejaments en els quals es basava com a possible ciutat olímpica. En el cas de Madrid, algunes de les idees principals i punts forts eren la compacidad i proximitat de totes les instal·lacions olímpiques, l'ús del transport públic i la sostenibilitat del projecte, el gran nombre (77% en 2009) d'instal·lacions ja existents o en construcció i el suport unànime de grups polítics i administracions i l'elevat suport popular. De Madrid 2016 es volia que fossin «Els Jocs de les persones», i que anessin un factor de cohesió social i cultural i una «humanització» de l'esport.
Un dels pilars de la candidatura era la compacitat del conjunt d'instal·lacions olímpiques. Una altra, que guarda relació amb l'anterior, era la utilització del transport públic en lloc del privat per al desplaçament d'espectadors i esportistes a les instal·lacions. La idea es basava en l'extensa xarxa de metro i rodalies, en els serveis d'autobusos (es crearia una flota especial amb combustibles ecològics) i també en l'Anell Verd Ciclista. El moviment de persones d'un complex a un altre o des de cada hotel no duraria, en la major part dels casos, més de vint minuts. Quant als hotels, un problema per a Madrid 2012, aquesta vegada es van dividir en dos sectors: un de 10 km de radi, que englobava Madrid i la seva àrea metropolitana i un altre més extens de 50 km que arribava fins a la ciutat de Guadalajara.
Una altra de les idees bàsiques de la candidatura era l'impacte mediambiental i la sostenibilitat. Juntament amb els plans sobre transport públic, la Vila Olímpica es convertiria en llegat urbanístic sostenible, es reduiria al mínim la producció de residus, es maximitzaria la seva reutilització, s'usarien energies renovables i s'utilitzarien aigües regenerades per a reg i neteja. Així mateix, estaria prevista la creació de més zones verdes per la capital, com 50 ha de parcs, un Corredor Verd de 2200 ha i un Cinturó Verd.

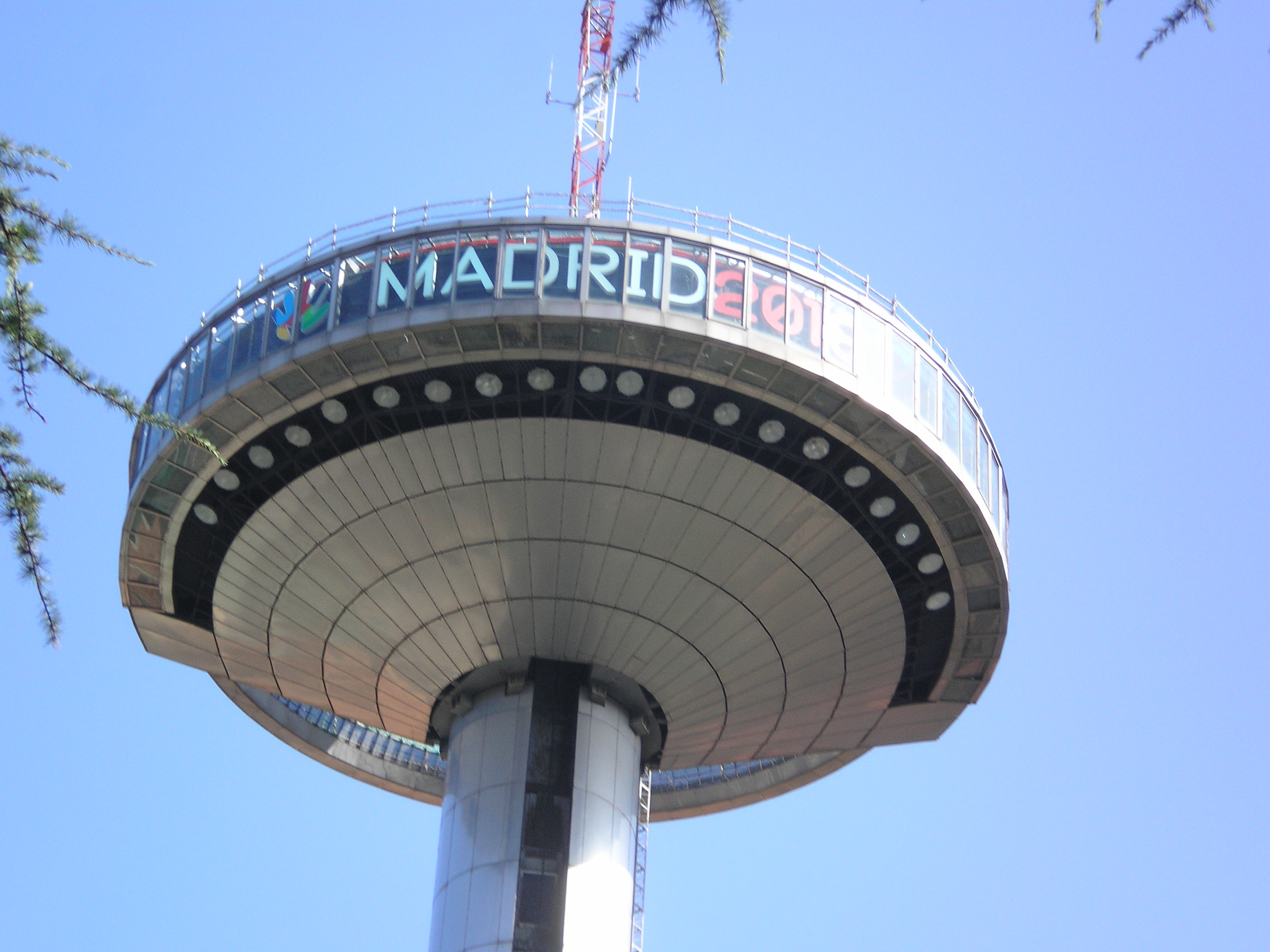
Madrid 2016 en el Far de Moncloa.

### Xifres
Es preveia el següent: 
- Els estadis tinguessin un valor 824 milions d'euros.
- La Vila Olímpica, 831 milions d'euros.
- Els ingressos per entrades fossin de 345 milions d'euros.

Abans de l'elecció del 2 d'octubre, eren fets reals que:
- Hi havia més de 45 000 persones voluntàries registrades.
- Un 77% de les instal·lacions estaven ja construïdes o, a males, en procés de construcció.
- Un 86% d'espanyols recolzava la candidatura amb un percentatge més elevat encara a Madrid.[7]

La inversió final en la candidatura va ser de 37,8 milions d'euros (del que 16,8 milions eren municipals).

## Desenvolupament de la candidatura
Encara que la favorita per 2012 era París, la victòria final de Londres va suposar un dur cop per als organitzadors madrilenys. No obstant això, Alberto Ruiz-Gallardón va decidir seguir endavant amb una nova aventura olímpica, un any després de la reunió del COI a Singapur. Després de concertar una entrevista a Lausana amb Jacques Rogge, president del COI, i preguntar-li sobre l'alternança de continents, aquest li va dir que no era un problema per ser candidat, per la qual cosa va iniciar la nova candidatura. El 6 de juliol de 2006 el Ple de l'Ajuntament de Madrid va aprovar per unanimitat presentar la candidatura de la ciutat per organitzar els Jocs Olímpics de 2016, un any després que la candidatura de Madrid 2012 fos derrotada en la 117a Sessió del Comitè Olímpic Internacional a Singapur, en la qual es va escollir a Londres com la seu dels XXX Jocs Olímpics d'Estiu. Des del Ple, Gallardón va viatjar per tot el món concertant entrevistes i coneixent més als membres del COI en totes les oportunitats en les quals el COI permetia parlar amb els membres del comitè, amb l'objectiu d'aconseguir les olimpíades.
Després d'escollir el logotip oficial de la candidatura mitjançant consulta popular d'entre més de 2700 opcions i després de l'aprovació de la mateixa per un grup d'experts, l'emblema escollit va ser el d'una mà amb una M de Madrid tallada en el palmell i farcida amb els colors olímpics en una combinació amb corbes entrellaçades. El seu nom és «Corle» i va ser dissenyat per l'argentí Joaquín Malle.
El 30 de maig de 2007 el COE va aprovar per unanimitat la nova candidatura i el dijous, 13 de setembre el COI va acceptar oficialment la candidatura de Madrid 2016. El mateix divendres, 14 va anunciar el nom de les set aspirants.
El 4 d'abril de 2008 Alberto Ruiz-Gallardón i la consellera delegada de Madrid 2016, Mercedes Coghen, van presentar a Madrid els primers patrocinadors de la candidatura, en un acte presentat per la exgimnasta Estela Giménez i l'atleta Juan Carlos Higuero. Les gestions per construir una sòlida candidatura amb la participació de la societat civil i les empreses havia suposat la creació del programa Patrocini 2016 que incloïa la Càtedra Madrid Global d'Estratègia Urbana Internacional dirigida pel professor del IE Gildo Seisdedos Domínguez, i que reforçava el posicionament de Madrid i de les empreses que a ella es vinculessin com a expertes en gestió eficient i sostenible de ciutats. Aviat es van sumar a la candidatura les grans empreses espanyoles de serveis i infraestructures agrupades en el Club Madrid 16, esperit guanyador.

#### Atenes
El 4 de juny de 2008 en l'anunci de les quatre candidates oficials a Atenes, Madrid va obtenir una valoració del COI de 8,1 punts sobre 10, per darrere de Tòquio (8,3) i per davant de Chicago (7,0) i Rio de Janeiro (6,4). Doha, Praga i Bakú no van superar aquest tall.
Madrid va obtenir la puntuació més alta en diverses categories: «Suport governamental, qüestions jurídiques i opinió pública»; «Seus esportives»; «Transport»; «Experiència d'altres esdeveniments esportius»; «Infraestructura general»; «Condicions mediambientals i impacte» i «Projecte general i llegat». En les tres últimes va compartir podi amb Tòquio, que va ser líder en sis categories. Ni Chicago ni Riu van aconseguir cap puntuació màxima.
| Criteris | BAK | CHI | DOH | MAD | PRA | RIO | TOK |
| -------- | --- | --- | --- | --- | --- | --- | --- |

| Min                                                         | Màx | Min | Màx | Min | Màx | Min | Màx | Min | Màx | Min | Màx | Min | Màx |      |
| ----------------------------------------------------------- | --- | --- | --- | --- | --- | --- | --- | --- | --- | --- | --- | --- | --- | ---- |
| Suport governamental, qüestions jurídiques i opinió pública | 5,7 | 7,4 | 6,2 | 7,9 | 7,0 | 8,7 | 7,5 | 9,0 | 4,3 | 6,7 | 7,3 | 8,8 | 7,0 | 8,5  |
| Infraestructura general                                     | 3,8 | 5,6 | 5,5 | 7,4 | 5,5 | 7,5 | 7,9 | 8,9 | 4,2 | 6,0 | 5,3 | 7,2 | 7,6 | 8,9  |
| Seus esportives                                             | 3,2 | 5,6 | 5,8 | 7,2 | 6,8 | 8,2 | 7,9 | 8,8 | 5,0 | 6,3 | 5,8 | 7,4 | 6,9 | 8,7  |
| Vila(s) Olímpica(s)                                         | 6,8 | 8,1 | 7,0 | 8,6 | 6,9 | 8,6 | 7,4 | 8,7 | 4,9 | 7,2 | 6,0 | 7,7 | 7,5 | 8,9  |
| Condicions mediambientals i impacte                         | 4,2 | 6,0 | 6,0 | 8,0 | 6,4 | 8,2 | 7,4 | 8,8 | 5,4 | 7,4 | 5,6 | 7,6 | 7,6 | 8,8  |
| Allotjament                                                 | 2,6 | 4,8 | 9,4 | 9,8 | 5,5 | 7,7 | 7,8 | 8,8 | 5,1 | 5,8 | 5,5 | 6,4 | 9,6 | 10,0 |
| Transport                                                   | 6,0 | 8,5 | 5,3 | 7,8 | 6,5 | 8,3 | 8,0 | 9,0 | 4,8 | 7,0 | 5,5 | 7,5 | 7,5 | 8,5  |
| Seguretat i protecció                                       | 4,4 | 5,8 | 7,1 | 8,2 | 5,5 | 7,1 | 7,1 | 7,9 | 4,4 | 6,1 | 4,6 | 7,0 | 7,9 | 9,0  |
| Experiència d'altres esdeveniments esportius                | 3,8 | 6,4 | 5,4 | 8,0 | 6,0 | 7,6 | 7,2 | 8,2 | 4,4 | 6,4 | 6,6 | 7,9 | 6,0 | 8,0  |
| Finançament                                                 | 4,8 | 6,4 | 6,5 | 8,0 | 6,7 | 8,6 | 6,5 | 8,5 | 4,8 | 6,7 | 6,0 | 7,7 | 7,0 | 8,5  |
| Projecte general i llegat                                   | 3,0 | 5,0 | 5,0 | 8,0 | 5,0 | 7,0 | 8,0 | 9,0 | 4,0 | 5,0 | 5,5 | 8,0 | 7,0 | 9,0  |

### Visita del COI
Madrid va ser visitada des del dilluns, 4 de maig de 2009 fins al divendres, 8 de maig per un comitè de tretze membres del COI liderat per Nawal El Moutawakel que va examinar la ciutat i la seva proposta olímpica després d'haver passat ja per les altres ciutats candidates: Tòquio, Chicago i Rio de Janeiro. El lema utilitzat des d'aquestes dates va ser «Tengo una corazonada», que va ocupar els carrers juntament amb el logo i va estar escrit en anglès («I feel it in my bones») i en francès («J'ai un coup du cœur»).

#### Berlín 2009
Com un dels últims actes oficials abans de l'informe oficial del COI del 2 de setembre de 2009, una comitiva de la candidatura —liderada pel seu director, Antonio Aremany, i per Alberto Ruiz-Gallardón (alcalde) i Mercedes Coghen (consellera delegada)—, va viatjar a Berlín durant el primer cap de setmana del Campionat Mundial d'Atletisme de 2009 per promocionar Madrid 2016. L'objectiu era «aprendre de les pròpies experiències dels atletes i presentar el projecte de Madrid 2016 com el dels millors Jocs Olímpics i Paralímpics possibles per a tots els atletes» i «parlar amb tots els esportistes i membres de la família olímpica de tot el món per conèixer les seves opinions sobre el que volen d'uns Jocs Olímpics», segons Coghen. A la zona d'exhibició al costat del Olympiastadion berlinès es va situar un casetó de 50 m² en la qual els visitants podien conèixer els detalls de la candidatura madrilenya. A més, Gallardón es va reunir amb l'alcalde de la capital alemanya, Klaus Wowereit.

### Informe de setembre
El 2 de setembre de 2009, un mes abans de l'elecció final de Copenhaguen, la Comissió d'Avaluació del COI va publicar els seus informes sobre les quatre candidatures. L'alcalde Gallardón va comparèixer davant els mitjans i va analitzar les crítiques, tant bones com a dolentes, de l'informe de Madrid 2016, però no es va pronunciar enfront de les altres ciutats candidates. Els aspectes més positius de l'informe per a Madrid 2016 van ser la valoració dels transports, l'alt suport popular i institucional i la compacitat del complex olímpic (amb un percentatge d'instal·lacions acabades o en construcció molt elevat), a més de la capacitat hotelera i la seguretat, els quals van suposar, tots dos, esculls per a Madrid 2012. Així mateix, es va destacar l'alt suport ciutadà —més alt que a les altres ciutats—, assumpte que va recalcar l'alcalde madrileny. D'altra banda, el COI va trobar diversos problemes de cara a les lleis espanyoles referents al dopatge, per «no estar clar que la legislació espanyola antidopatge estigués d'acord amb el codi de l'Agència Mundial Antidopatge [durant la visita de maig]» i també quant a l'organització de l'administració, afirmant que «la documentació i l'estructura administrativa propostes per als Jocs no va demostrar un ple enteniment de la necessitat de delinear clarament els papers i responsabilitats -incloent les financeres- de les diferents parts, per assegurar una conversió a temps i eficient en Comitè Organitzador i el maneig de les operacions necessàries per fer realitat els plans per als Jocs». També es va posar en contra la «qualitat variable» de les presentacions de maig, ja que les dels seus rivals van ser catalogades com d'«alta» o «molt alta» qualitat.
Durant la roda de premsa també es trobaven presents Jaime Lissavetzky i Mercedes Coghen. El primer, membre de l'AMA, va intentar aclarir l'assumpte del dopatge i la segona es va referir al fet que el COI va considerar que la presentació de maig hauria d'haver estat de millor qualitat. En conclusió, Gallardón va declarar «Hem sortit enfortits» a causa que Madrid va rebre menys crítiques que els seus rivals i al fet que van poder solucionar-se abans d'octubre; malgrat que Coghen també digués que va ser un «moment agridolç». Quant a les altres ciutats, tant Rio de Janeiro com Tòquio van ser les més satisfetes amb els seus respectius informes.
Juan Antonio Samaranch, president d'honor del COI, va assegurar que «si es llegeix amb atenció l'informe es veu que Madrid no surt perjudicada», que «les quatre ciutats segueixen amb les possibilitats intactes» i que «Espanya compleix tots els requisits de l'AMA». El 8 de setembre, Alejandro Blanco, president del Comitè Olímpic Español (COE), també es va declarar optimista respecte a les possibilitats de Madrid enfront dels seus rivals.

### Setembre-octubre

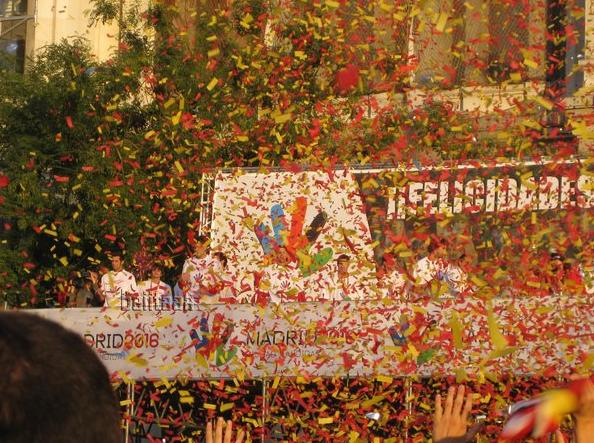
La selecció de bàsquet, en la Cibel·les amb el logotip.

L'organització de Madrid 2016 es va apressar a enviar al COI documents que reprovessin les males crítiques de l'informe com la de la llei antidopatge. En resposta als dubtes del COI, el govern espanyol va modificar a temps la normativa i va adequar el decret llei a les normes de l'Agència Mundial Antidopatge. El president de l'AMA, John Fahey, va assegurar que «l'AMA està satisfeta» i que «[la llei espanyola] està ara en línia amb el Codi Mundial Antidopatge i els estàndards internacionals». Per tant, va quedar solucionat un dels problemes que veia el COI amb Madrid 2016.
En l'aeroport de Madrid-Barajas es va presentar el dia 8 de setembre, un Airbus A321 de la companyia Iberia pintat per a l'ocasió amb el logo de la candidatura espanyola, amb el qual van volar a Copenhaguen el 28 de setembre. Iberia, l'aerolínia més important d'Espanya, va mostrar així el seu suport a la candidatura.
D'altra banda, l'especulació sobre qui es portaria l'encàrrec olímpic va crear el debat sobre si la presència de personalitats dels respectius països en la cita de Copenhaguen inclinaria la balança del costat d'alguna ciutat en particular, com va poder succeir amb Tony Blair a Singapur. La delegació espanyola va ser encapçalada pels Reis d'Espanya, Juan Carlos I i Sofia de Grècia; Brasil va ser representada pel seu president, Luiz Inácio Lula da Silva; la presència del president de EUA, Barack Obama, en principi no tindria lloc i per Chicago acudiria només la Primera Dama nord-americana, Michelle Obama, però finalment es van presentar tots dos i el Comitè Olímpic Japonès va convidar al nou primer ministre, Yukio Hatoyama, que va acceptar el convit a última hora. En particular, en representació de Madrid van ser —a més dels Reis i part del govern d'Espanya, de Madrid, de la Comunitat de Madrid i directius del COE—, esportistes espanyols com Fermín Cacho, Marta Domínguez, Raúl González, Miguel Indurain, Gemma Mengual, Arantxa Sánchez Vicario, Manolo Santana, Teresa Perales, Joan Lino Martínez, Amaya Valdemoro, Jorge Garbajosa, Miriam Blasco, Jaume Fort, Beatriu Ferrer-Salat, Carlota Castrejana, Ignacio Sola, Almudena Cid, Theresa Zabell, Gemma Hassen-Bey, Enhamed Enhamed i Marta Mangué. La presència d'altres esportistes de primera fila en els últims anys com Pau Gasol (als EUA) i Rafael Nadal (a la Xina) no va ser possible pels seus compromisos professionals. Juan Carlos I va ser l'últim ponent per part de Madrid i Espanya. Juan Antonio Samaranch, ex-president del COI i president d'honor del mateix, també va participar en les ponències per Madrid, la qual cosa va suposar un important suport. Per a les altres ciutats van acudir també esportistes reconeguts com Pelé (futbolista), Junichi Kawai (nedador multimedallista paralímpic) i Michael Johnson (atleta plusmarquista).
El 16 de setembre, com a gest d'unió a nivell nacional abans de la decisió final, l'alcalde de Barcelona, Jordi Hereu, va mostrar recolzar completament a Madrid en la seva aventura cap a 2016. Gallardón va viatjar a la capital catalana i va estar amb el seu homòleg barceloní en l'Estadi Olímpic de Montjuïc i en el Museu Olímpic de Barcelona. Barcelona va ser ciutat olímpica en 1992 i ha estat l'única ciutat espanyola que ha organitzat uns Jocs Olímpics, amb un resultat molt satisfactori, ja que es van batre un total de trenta-dos rècords mundials i setanta-tres olímpics.
La selecció espanyola de bàsquet, que es va proclamar campiona d'Europa en l'Eurobasket de Polònia 2009 va treure durant el lliurament de medalles una pancarta de suport a la candidatura de Madrid 2016. L'endemà, en la seva celebració per Madrid, els jugadors de la selecció van tornar a donar un impuls a Madrid 2016, la qual cosa va ser aplaudit pels organitzadors de la candidatura, que també es trobaven allí.
José Luis Rodríguez Zapatero, president d'Espanya, i Lula, president brasiler, van acordar a Nova York, durant una reunió de l'ONU el 22 de setembre, que una ciutat recolzaria a l'altra si es donés el cas que alguna no superés les primeres votacions del COI el 2 d'octubre. El motiu era augmentar les possibilitats si una d'elles quedés eliminada abans de l'última votació. Ambdues eren les representants del món llatí entre les candidates. No obstant això, Jaime Lissavetzky va desmentir dies més tard que hi hagués cap acord oficial amb la ciutat brasilera, encara que va manifestar el seu desig que poguessin ajudar-se mútuament. Fos cert o no, el possible acord no va poder tenir lloc perquè ambdues candidates van arribar a la votació final.

### Copenhaguen

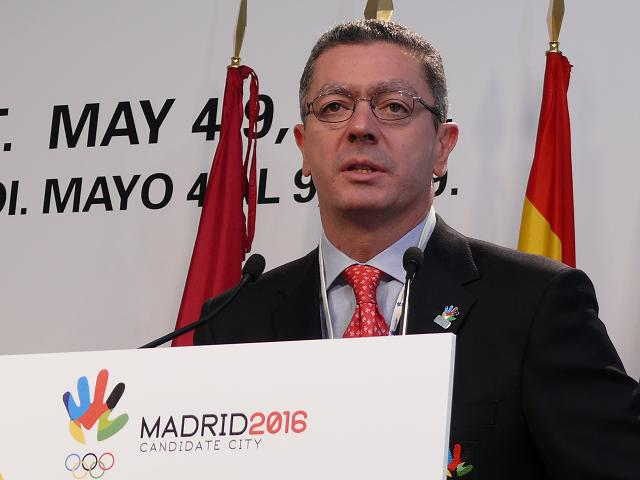
Alberto Ruiz-Gallardón, llavors alcalde de Madrid, durant la presentació a la ciutat de Copenhaguen.

El 28 de setembre va viatjar amb l'Airbus A321 personalitzat a la capital danesa la primera part de la delegació espanyola amb Alberto Ruiz-Gallardón, Manuel Cobo, Mercedes Coghen, Alejandro Blanco i Jaime Lissavetzky. L'endemà passat, el 30, van viatjar els Reis d'Espanya i José Luis Rodríguez Zapatero amb la resta de representants, empresaris i periodistes per Madrid a Copenhaguen, que van sumar un total d'unes quatre-centes persones, aproximadament. L'últim a arribar, el dia 1 d'octubre, va ser el futbolista Raúl González a causa d'un partit de Lliga de Campions amb el Reial Madrid. La delegació espanyola es va allotjar al cèntric Hotel d'Angleterre.
Els ponents de Madrid 2016 van poder assajar, com les altres ciutats, en el Bella Center de Copenhaguen on s'anaven a celebrar la reunió i la votació del COI, la seva presentació de la candidatura. Cada ciutat va disposar de quaranta-cinc minuts per expressar-se davant el COI.
L'ordre dels actes del dia 2 van ser els següents: 
- 08.30: inici de la 121a Sessió del COI.
- 08.45: presentació de Chicago 2016.
- 10.25: presentació de Tòquio 2016.
- 12.05: presentació de Rio de Janeiro 2016.
- 13.15: descans per a l'esmorzar per als membres del COI.
- 14.45: presentació de Madrid 2016.
- 17.10-17.40 (aprox.): votació de la ciutat que albergarà els Jocs Olímpics de 2016.
- 18.30 (aprox.): proclamació de la ciutat que albergarà les Olimpíades en 2016 per part del president del COI, Jacques Rogge.
- 19.00: recepció per Jacques Rogge, amb motiu de l'elecció de la ciutat guanyadora.
- 19.30: roda de premsa conjunta i signatura del contracte entre el COI i la ciutat escollida.[54]

La conferència de Madrid va començar amb la presentació per part de Samaranch dels membres de Madrid 2016 allí presents. En primer lloc se situava la intervenció de l'alcalde Gallardón, després de la qual es va veure el primer vídeo (sobre la diversitat cultural i internacional de Madrid). Després Mercedes Coghen va seguir parlant de «Els Jocs de les persones», eix de tota la presentació, abans de passar a veure imatges de les infraestructures, incloent-hi alguns èxits de l'esport espanyol. Després d'això van arribar els torns d'Esperanza Aguirre i de José Luis Rodríguez Zapatero, de forma una mica més política, sobre temes com la unanimitat institucional, la seguretat de la proposta i sobre la importància visible de l'esport a Espanya. A continuació es va projectar un altre vídeo en el qual una carta viatjava de mà en mà de Madrid a Copenhaguen; el final del trajecte no era un altre que el Bella Center, i Gallardón va obrir aquesta carta dels madrilenys davant el COI. Després va intervenir Alejandro Blanco, que va incidir que Madrid 2016 estava pensat per i per als esportistes i va ser seguit per Teresa Perales, Raúl González i Mónica Figar (filla de Mercedes Coghen), que també es van centrar en l'esportiu, igual que el tercer vídeo. Tot seguit van aparèixer Joan Antoni Samaranch i el rei Joan Carles I, que van fer sengles discursos, d'estil més personal que tècnic. Per acabar, un últim vídeo sobre el llegat del projecte, important per al COI, en el qual apareixien molts esportistes espanyols d'èxit i més referències a la humanització de l'esport, reflectida per la frase «Els Jocs de les persones».
En la fase de preguntes, Madrid va respondre a qüestions sobre el dopatge, el llegat de la Vila Olímpica i la connexió entre València (subseu) i Madrid. Dos de les preguntes van ser realitzades per Alberto de Mònaco i Sergéi Bubka.

#### Votacions
Aquesta va ser l'evolució de les votacions del COI -en verd la ciutat amb més vots de cada ronda i en vermell la ciutat eliminada-:
Primera ronda
- Vots emesos: 94.
- Abstencions/vots nuls: 1.
- Total de vots: 95.

| Ciutat         | Vots rebuts |
| -------------- | ----------- |
| Rio de Janeiro | 26          |
| Madrid         | 28          |
| Tòquio         | 22          |
| Chicago        | 18          |

El resultat d'aquesta primera ronda va ser l'eliminació de Chicago.
Segona ronda
- Vots emesos: 95.
- Abstencions/vots nuls: 2.
- Total de vots: 97 (dues incorporacions dels EUA).

| Ciutat         | Vots rebuts |
| -------------- | ----------- |
| Rio de Janeiro | 46 (+20)    |
| Madrid         | 29 (+1)     |
| Tòquio         | 20 (-2)     |

El resultat d'aquesta segona ronda va ser l'eliminació de Tòquio.
Tercera i última ronda
- Vots emesos: 98.
- Abstencions/vots nuls: 1.
- Total de vots: 99 (dues incorporacions del Japó).

| Ciutat         | Vots rebuts |
| -------------- | ----------- |
| Rio de Janeiro | 66 (+20)    |
| Madrid         | 32 (+3)     |

El resultat d'aquesta ronda final va ser l'elecció de Rio de Janeiro i l'eliminació de Madrid.

#### Raons del resultat
Malgrat l'afirmació de Jacques Rogge a Alberto Ruiz-Gallardón sobre que la llei no escrita de la rotació de continents que segueix de facte el COI des de Melbourne 1956 no seria un problema, aquest va ser un dels elements clau, potser el més determinant, en la derrota de Madrid en la final, que va acabar amb un resultat molt engruixat, 66-32 pels carioques. La diferència final de vots es va deure al fet que, una vegada eliminades Chicago i Tòquio, la gran majoria dels seus votants es va moure en favor de Rio de Janeiro i no cap a Madrid, que només va augmentar en quatre els seus vint-i-vuit vots inicials amb els quals havia guanyat la primera ronda.

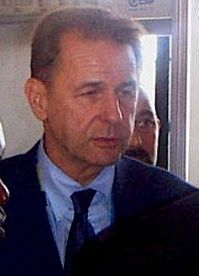
Jacques Rogge, president del Comitè Olímpic Internacional des de 2001.

Darrere d'aquest espectacular trasllat de vots es trobaven diverses causes. Una, que l'exposició final dels brasilers davant el COI va ser de gran qualitat i de molta força emotiva, donada la situació emergent del país i que mai abans s'havien celebrat Jocs a Sud-amèrica, la qual cosa contradiu d'alguna manera la representació mundial d'un organisme internacional com és el COI i els principis que sosté. Una altra, que diverses ciutats europees planegen postular-se com a candidates per 2020. En la seva gran majoria, els votants europeus del COI, un 43,5% del total en la sessió de Copenhaguen, van rebutjar a Madrid per assegurar que aquestes candidatures de 2020 puguin oficialitzar-se, la qual cosa, afegit a altres possibles raons estrictament lligades a les candidatures en lliça per 2016 va allunyar a Madrid de qualsevol opció de victòria. La rotació de continents va jugar en contra de Madrid tant pel «passat» 2012 com pel futur 2020.

#### Reaccions del resultat
Quant a les reaccions, al costat de la tristesa per la derrota va haver-hi felicitacions a Rio de Janeiro. Tots els espanyols es van mostrar molt decebuts per la decisió del COI, que va ser molt criticada a vegades, sobretot pels criteris de votació, doncs segons totes les dades, la proposta madrilenya era més tangible i fàcil de realitzar que la de Riu, que comptava amb un altre tipus de punts forts, com per exemple, la celebració dels primers Jocs a Amèrica del Sud i una cuidada presentació. Des de la candidatura madrilenya, es va creure en molts casos que la votació va ser dirigida per Jacques Rogge o pel COI en general i que en la situació que es va donar en la final, Riu guanyaria de qualsevol manera. Es va sentir que Rogge va enganyar a Madrid i a Espanya en afirmar a Gallardón anys abans que la rotació de continents no seria problema i en provocar una victòria tan aclaparadora per part dels brasilers, la major diferència en la història de les votacions. Problemes com la seguretat i la falta de places hoteleres van donar al trast amb Madrid 2012, però no obstant això, no es van convertir en un problema per a Rio de Janeiro, encara que sí figuraven en l'informe del 2 de setembre de la Comissió d'Avaluació. Es van donar declaracions molt dures, per exemple: «Volien que fora Riu i punt», «Els vots eren artificials», «Va haver-hi una ordre de Rogge perquè els Jocs anessin a Sud-amèrica» o «És clar que hi ha hagut una ordre, si no no s'entén que els vots de Chicago i Tòquio s'hagin anat en bloc a Riu».
Alberto Ruiz-Gallardón, el líder de tota la candidatura, no va protagonitzar declaracions tan severes. Pocs dies més tard, el 8 d'octubre, quan va donar a conèixer la despesa total dels tres anys de les candidatures, també va respondre a qüestions sobre les crítiques a Rogge i va negar que se li hagués criticat des de la candidatura. De fet, va agrair a Rogge i al COI l'ajuda que els van brindar com a candidats. Les Olimpíades per a Madrid van ser el major objectiu de les seves dues legislatures com a alcalde, però malgrat les derrotes va assegurar que es presentaria per a un tercer mandat en 2011. Sobre l'anunci final de Rogge nomenant a Riu, Gallardón va afirmar que li van informar minuts abans que no sortirien vencedors.
A la Plaça d'Orient de Madrid es va muntar un escenari amb pantalles per seguir la sessió del COI en directe. Allí van acudir unes 10 000 persones, els ànims de les quals van augmentar en les primeres fases de la votació però es van convertir en una decepció en conèixer la derrota.

#### Conseqüències
Madrid 2020
Encara a Copenhaguen, no van trigar a circular plans per a una candidatura als Jocs Olímpics de 2020. L'alcalde va respondre que d'això no es parlaria fins a 2011. Just després d'aquella 121a Sessió del Comitè Olímpic Internacional moltes persones de la delegació madrilenya i fins i tot del propi COI es van mostrar completament a favor d'una quarta candidatura, la tercera consecutiva després de 2012 i 2016.
Infraestructures
Com a conseqüència de la derrota, no totes les instal·lacions es construirien, a no ser que Madrid guanyessi els Jocs en una altra ocasió. La majoria de les infraestructures eren en 2009 o serien poc després realitat, però no va ser així amb el Velòdrom olímpic, el Pavelló olímpic, el Canal de rem de Getafe, ni amb el Centre d'Hoquei. La construcció del pavelló de bàsquet dependria a més del Reial Madrid i el pavelló de voleibol, de l'ajuntament de Coslada. El remodelat Estadi Olímpic (per Antonio Ortiz i Antonio Cruz), el Centre aquàtic de l'arquitecte Juan José Medina i el Parc d'Aigües Braves de la Gavia de Tòquio Ito tenien prevista la seva finalització entre 2011 i 2013. El consistori madrileny no es va pronunciar en un primer moment sobre els terrenys de la Vila Olímpica, però després es va dir que es mantindrien en el mateix estat per possibilitar una nova candidatura, si no en 2020, en 2024 o 2028. Les estimacions inicials sobre la inversió en la candidatura entre 2006 i 2009 ascendien a uns 34 milions d'euros, sense incloure la despesa en instal·lacions. Aproximadament un terç d'aquesta quantitat va ser pagada pels patrocinadors oficials, la resta, dels diners municipals. En definitiva, la despesa va ser de 37,8 milions d'euros, segons va informar l'alcalde Alberto Ruiz-Gallardón en una roda de premsa el 8 d'octubre de 2009. D'ells, 16,8 van sortir de les arques de l'Ajuntament i els 20 milions restants dels patrocinadors, és a dir, capital privat. Gallardón va argumentar que més que una despesa era una inversió i que la despesa anual municipal, uns 5,6 milions cadascun dels tres anys, era baix en comparació de la promoció que s'havia fet de Madrid per tot el món.

## Suport popular i institucional
Una de les bases més fortes de Madrid 2016 era l'elevadíssim nivell de suport que tenia en tot Espanya. Una enquesta va concloure que un 92,6% de la població secundava la candidatura, encara que les estimacions del COI eren una mica més baixes, del 86%. A més, al març de 2009, ja s'havien presentat com a voluntaris més de 25 000 persones, xifra que gairebé es doblegava dies abans de l'elecció. Per part de les empreses, Madrid 2016 reunia més de seixanta patrocinadors oficials. Altres suports destacables van ser:
- La realització prèvia d'altres esdeveniments esportius d'alt nivell a la ciutat — com el Master Sèries de tennis, el Campionat d'Europa de Bàsquet de 2007, la Copa del Món d'Atletisme de 2002, el Mundial de Futbol de 1982 o el final de cada Volta ciclista a Espanya— jugava a favor de Madrid en dotar-la d'experiència en aquest aspecte.

- La Fundació Síndrome de Down va presentar el 21 de setembre un calendari per 2010 amb nens amb la síndrome, entre els dos i els quatre anys, practicant diferents esports. Gallardón va mostrar el seu agraïment a la fundació pel seu suport als Jocs Olímpics i Paralímpics de Madrid.[66][67]

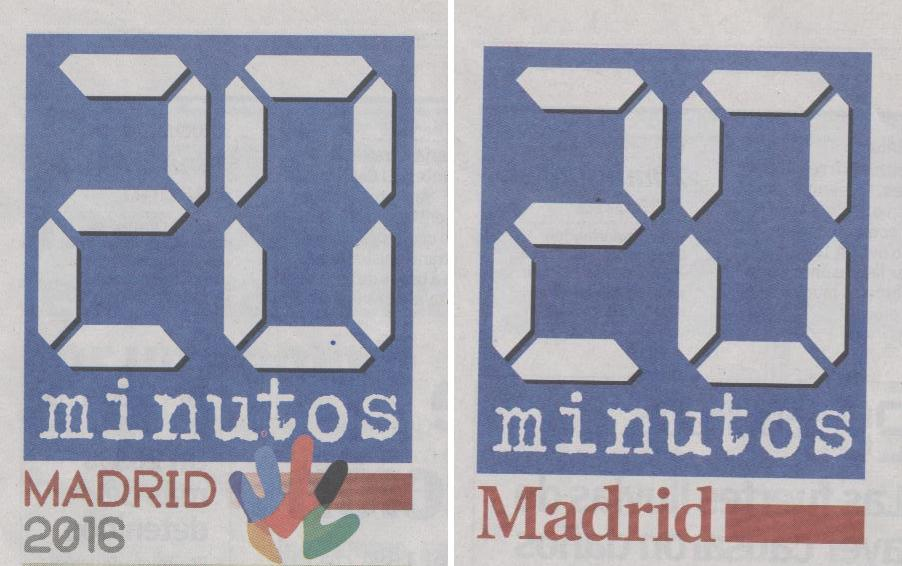
Comparació ens un diari 20 minutos normal i un amb el logo «Corle» (el 9 d'octubre i 30 de setembre de 2009, respectivament).

- Des de la xarxa social Tuenti es va promoure una campanya de suport que consistia a escriure «:M» en el missatge d'estat de cada persona perquè d'aquesta manera lluís el logotip a manera d'emoticona, en aquest missatge. En tan sols quaranta-vuit hores més de mig milió de persones havien inclòs la miniatura del logo en el seu missatge inicial i el nombre d'afiliats a la «:M» va seguir augmentant amb el pas de les hores.[68]

- La Lliga de Futbol Professional d'Espanya es va sumar a les iniciatives que van recolzar Madrid 2016. Durant la jornada del cap de setmana del 26 i 27 de setembre tots els partits de la Primera i Segona Divisió van començar amb els dos equips sortint al terreny de joc amb una bandera geganta de Madrid 2016. En la jornada avançada anterior, el Getafe C.F. i la seva afició van mostrar el lema «Getafe también tiene una corazonada». El Córdoba Club de Fútbol també va promocionar la candidatura en el seu partit contra el Celta de Vigo. Tant Getafe com Còrdova figuraven entre les subseus olímpiques.[69][70]

- L'Organització Nacional de Cecs d'Espanya (ONCE) també es va unir i va expedir una sèrie commemorativa de cinc milions de bitllets de loteria de la candidatura posats a la venda el 28 de setembre per al sorteig del dijous, 1 d'octubre.[71]

- La majoria de periòdics espanyols de tiratge nacional, incloent els gratuïts, van incloure referències a la candidatura en les seves portades durant la visita del COI i molts ho van mantenir fins a l'elecció de Copenhaguen. Aquestes al·lusions solien ser el logotip o notícies relacionades amb Madrid 2016. En moltes cadenes de televisió espanyoles va aparèixer habitualment «Corle» al costat de la mosca.[n. 1]

### Dia de la Corazonada

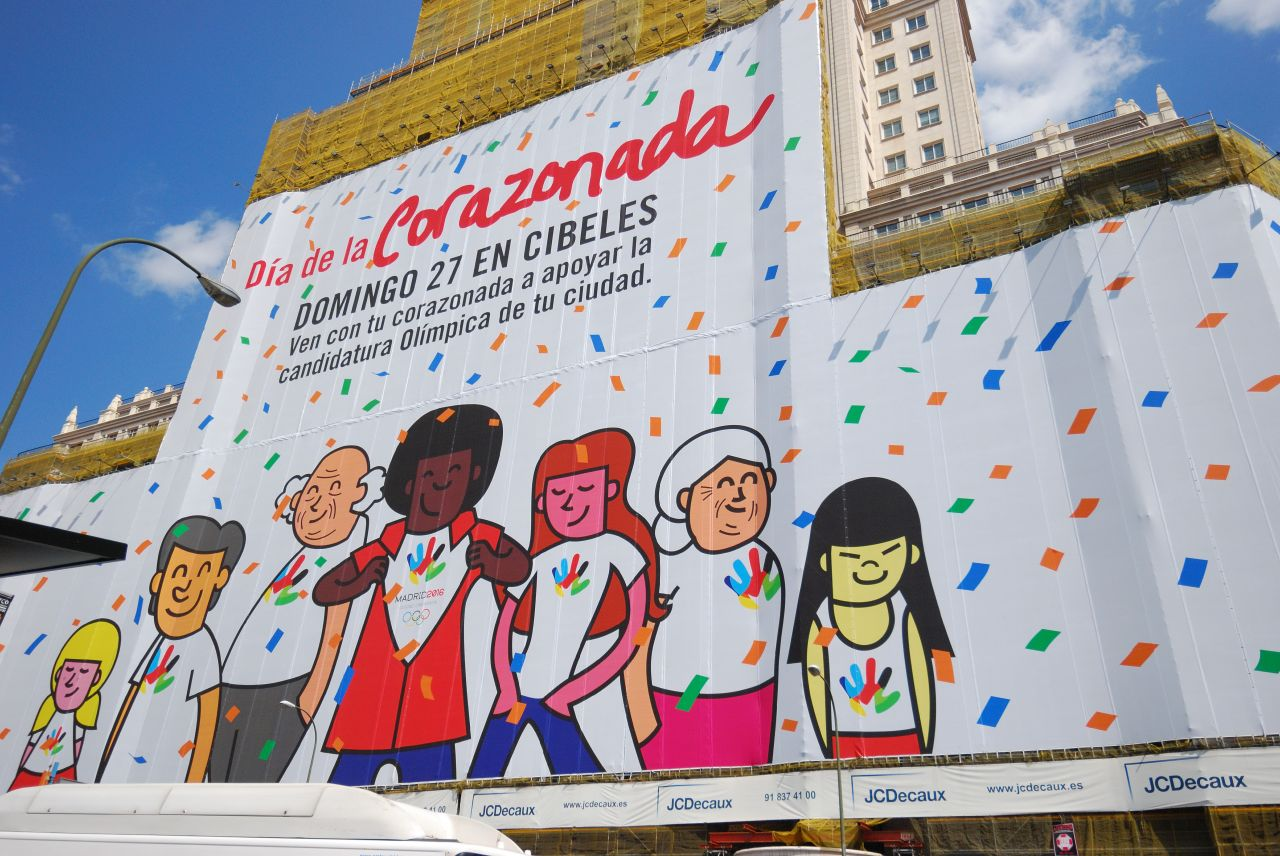
Anunci oficial del «Dia de la Corazonada» a la Plaça d'Espanya.

El diumenge, 27 de setembre, a la tarda, va tenir lloc l'últim acte abans que la delegació espanyola viatgés a Copenhaguen: va ser el conegut com a «Dia de la Corazonada». A la Plaça de Cibeles, a Madrid, es va convocar una cita perquè tots aquells que estiguessin amb la candidatura poguessin participar de manera més activa i per demostrar una vegada més l'alt suport que rebia Madrid 2016. Entre tots els participants es va formar un mosaic gegant, de 250 000 cartolines, amb el logotip de la candidatura al centre, la qual cosa va quedar fotografiat des de l'aire i va ser retransmès a tothom. Segons l'organització el nombre d'assistents va arribar a les 900 000 persones, mentre que segons dades oficials de la Protecció Civil i de la policia van ser 400 000 o 500 000, respectivament, la qual cosa, de totes maneres, va suposar el major mosaic humà de la història. Després del multitudinari mosaic, el cantant David Bisbal va posar el seu granet de sorra donant un concert gratis, en el qual va presentar el seu nou àlbum, per als presents a la plaça.

## Instal·lacions
Aquestes instal·lacions anaven a ser els emplaçaments dels esports olímpics a Madrid:
| Esport                           | Esport | Instal·lació |
| -------------------------------- | ------ | --- |
| Atletisme                        |        | Estadi Olímpic de Madrid (65 000 espectadors) |
| Bàdminton                        |        | Recinte firal de Camp de les Nacions (7000 espectadors) |
| Bàsquet                          |        | Recinte firal de Camp de les Nacions (17 000 espectadors) Telefònica Arena Madrid Pavelló de bàsquet de la Ciudad Real Madrid |
| Handbol                          |        | Madrid Arena (12 000 espectadors) |
| Boxa                             |        | Recinte firal de Camp de les Nacions (9000 espectadors) |
| Esgrima                          |        | Recinte firal de Camp de les Nacions (8000 espectadors) |
| Futbol                           |        | Estadi Olímpic Lluís Companys (56 000 espectadors, Barcelona) Estadi Nuevo Arcángel (37 150 espectadors, Còrdova) Estadi La Rosaleda (23 700 espectadors, Màlaga) Estadi Romano (25 100 espectadors, Mèrida) ONO Estadi (20 500 espectadors, Palma) Estadi Santiago Bernabéu (80 000 espectadors, Madrid, finals) |
| Halterofília                     |        | Recinte firal de Camp de les Nacions (5500 espectadors) |
| Hoquei sobre herba               |        | Centre Olímpic d'Hoquei, Parc Olímpic (16 300 espectadors) |
| Judo                             |        | Palau dels Esports Felipe II (14 500 espectadors) |
| Pentatló modern                  |        | Club de Camp Vila de Madrid (10 000 espectadors) |
| Rem                              |        | Canal Madrid/Getafe (14 000 espectadors) |
| Taekwondo                        |        | Palau dels Esports Felipe II (14 500 espectadors) |
| Tennis                           |        | Caja Mágica (12. 500, 5.000, 3.000 i 250 espectadors) |
| Tennis de taula                  |        | Recinte firal de Camp de les Nacions (5.000 espectadors) |
| Tir                              |        | Centre de Tir Paracuellos (4.000 espectadors, Paracuellos de Jarama) |
| Tir amb arc                      |        | Club de Camp Vila de Madrid (7000 espectadors), riu Manzanares (finals) |
| Triatló                          |        | Casa de Campo (4.500 espectadors) |
| Vés-la                           |        | Port de la Copa d'Amèrica (València) |
| Esports de múltiples disciplines |        | |
| Ciclisme                         |        | Centre urbà (3000 espectadors; ciclisme en ruta) Velòdrom Olímpic (6.000 espectadors; ciclisme en pista) Casa de Campo (4.500 espectadors; Mountain bike) Parc del Manzanares (6.000 espectadors; BMX) |
| Esports aquàtics                 |        | Centre Aquàtic Olímpic (16 500 espectadors, natació i natació sincronitzada; 5200 espectadors) Salts; 5000 espectadors) Waterpolo Canal Madrid/Getafe (14 000 espectadors) |
| Gimnàstica                       |        | Telefònica Arena Madrid Pavelló Olímpic (15 000 espectadors; gimnàstica, gimnàstica rítmica, gimnàstica artística més trampolí) |
| Hípica                           |        | Hipòdrom de la Zarzuela (17 000 espectadors) |
| Lluita                           |        | Recinte firal de Campo de las Naciones (9000 espectadors) |
| Piragüisme                       |        | Canal Madrid/Getafe (14 000 espectadors; aigües tranquil·les) Riu Tajo (Aranjuez) Canal d'aigües braves de la Gavia (15.000 espectadors; piragüisme eslàlom, aigües braves) |
| Voleibol                         |        | Pavelló de Voleibol de Coslada (15.000 espectadors, Coslada) |
| Volei platja                     |        | Casa de Campo (15.000 espectadors), riu Manzanares |

## Altres candidates
Les ciutats candidates oficials a més de Madrid, van ser Rio de Janeiro (Brasil), Tòquio (Japó) i Chicago (Estats Units).
Al costat de les quatre candidates oficials, també es van postular pels Jocs Olímpics de 2016 les ciutats de Praga (República Txeca), Doha (Catar) i Bakú (Azerbaidjan), que no van superar el primer tall del COI. La capital de Qatar va obtenir millor puntuació (6,9) a Atenes que Rio de Janeiro (6,4) però el COI la va rebutjar per la seva proposta de celebrar els Jocs Olímpics a l'octubre en comptes de l'estiu.

## Problemes i polèmiques

### Racisme i sabotatge
En el segon semestre de 2008 alguns actes de racisme en partits de futbol van generar malestar entre els representants de la candidatura de Madrid. La sospita que aquestes manifestacions buscaven sabotejar la candidatura va aixecar preocupació en el comitè organitzador i en el COE, el president del qual, Alejandro Blanco, va arribar a afirmar que si Madrid no estigués disputant el dret de ser la seu dels Jocs Olímpics, aquests incidents no haurien tingut tal repercussió. Els casos de racisme, que van tenir com a víctimes, entre uns altres, al futbolista Samuel Eto'o o al pilot de Fórmula 1 Lewis Hamilton, possiblement deguts a rivalitats entre equips de futbol espanyols i també amb pilots espanyols com Fernando Alonso, van generar comentaris durant cert temps i van tenir un efecte bastant negatiu en la campanya de la ciutat.

### Acusacions d'espionatge
A la fi d'abril de 2009, durant la visita del Comitè d'Avaluació del COI a Rio de Janeiro, la llicència del periodista anglès Simon Walsh va ser retirada. Walsh estava inscrit com a corresponsal anglès de l'agència espanyola EFE però el Comitè Rio 2016 va descobrir que treballava per a l'agència Sportcal, responsable dels mitjans de comunicació de la candidatura espanyola i estaria, suposadament, espiant a la candidatura brasilera. Els organitzadors madrilenys van admetre que Walsh es trobava allí al seu servei però que no es tractava d'espionatge, sinó de simple observació. El Comitè Rio 2016 va amenaçar amb denunciar a Madrid a la comissió ètica del COI, però finalment no ho va fer.

### Declaracions del vicepresident del COE
Unes declaracions efectuades pel vicepresident del COE, José María Odriozola, el 30 d'octubre, van ocasionar un greu malestar entre Madrid i Rio de Janeiro. Odriozola va classificar el projecte brasiler com «la pitjor candidatura» i va atribuir el seu favoritisme al màrqueting i a la falta de precedents d'Olimpíades a Amèrica del Sud. Com a resposta, el Comitè Rio 2016 va realitzar una queixa formal al COI, qualificant d'«inacceptables» les crítiques d'Odriozola. Les possibles penalitzacions per a Madrid podrien haver anat des d'un advertiment a, fins i tot, l'exclusió de la ciutat en la lluita pels Jocs. El mateix dia de les declaracions, Mercedes Coghen, consellera delegada de Madrid 2016, va demanar oficialment disculpes per l'incident. No obstant això, Odriozola no es va retractar i amb prou feines va lamentar que la seva opinió personal hagués molestat a la candidatura de Rio de Janeiro.